# 堰桥街道
堰桥街道，是中华人民共和国江苏省无锡市惠山区下辖的一个乡镇级行政单位。

## 历史沿革
2006年7月20日，无锡市人民政府撤销惠山区堰桥镇，在原辖区基础上设立堰桥街道办事处。

## 行政区划
堰桥街道下辖以下地区：长安社区、陈家桥社区、堰桥社区、长馨社区（原王家庄社区）、姑城塘社区、塘头社区、林陆巷社区、新街社区、天一社区、横街社区、尤旺社区、牌楼社区、寺头社区、堰北社区、刘仓社区、天翔社区。